# Alexandra Rosenfeld

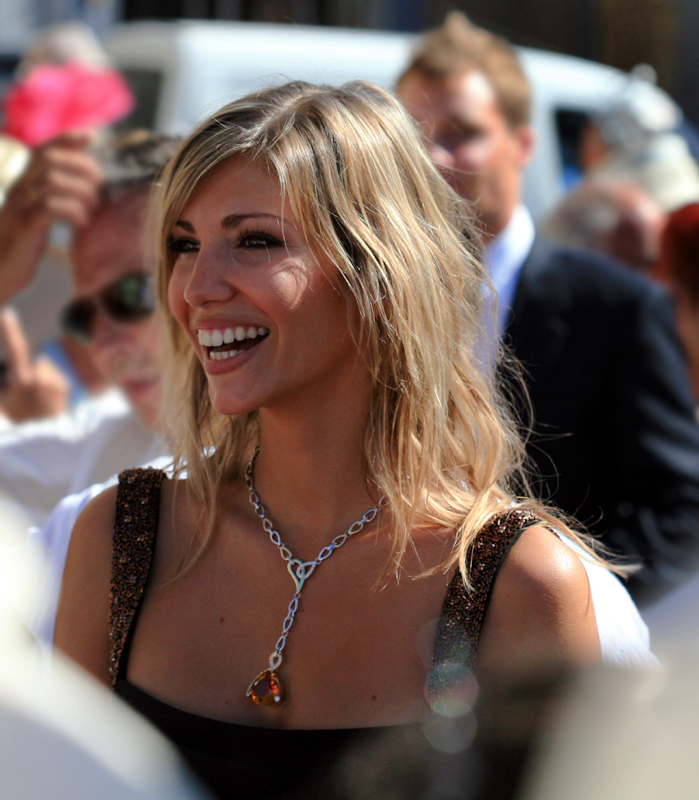

Alexandra Rosenfeld (Béziers, 23 november 1986) is Française en is op 27 oktober 2006 in Kiev tot Miss Europa 2006 gekozen. Eerder was zij al, in Cannes, Miss Frankrijk 2006, zij is daartoe gekozen op 3 december 2005. De 52ste Miss Frankrijk was in 2006 een van de 34 gegadigden en winnares van de Miss Europa-verkiezing.

## Biografie
Rosenfeld heeft een lengte van 1,73 meter en blond haar. Naast dat ze in schoonheidswedstrijden participeert, is ze atlete bij het lyceum Jean Moulin de Pézenas. Op dit lyceum doet Rosenfeld een toeristische opleiding. Haar vrije tijd besteedt ze het liefst aan sport en winkelen.